# マシマロ (奥田民生の曲)
「マシマロ」は、奥田民生10作目のシングル。2000年1月19日にソニーレコーズから完全生産限定アナログ盤と同時発売された。

## 解説
- 前作「月を超えろ」より約11ヶ月ぶりのシングルである。
- 本来「マシマロ」はシングル候補ではなかったが、後述するCMの曲としてタイアップが決まったためシングルカットされ、スマッシュヒットとなった。
- このヒットを受け奥田は自身が常々主張している「楽曲重視ではなく演奏重視」であるこの曲が売れたことを喜ぶのと同時に、楽曲的に自信のあった「恋のかけら」や「月を超えろ」よりも売れたことで「自分には（ヒット曲を狙って作るのは）無理だと思った」と語るなど複雑な心境であったという[1]。

## 収録曲
全作詞・作曲：奥田民生
1. マシマロ [3:03]
サントリー「角瓶」CMソング。先に語感が「スピッツの曲っぽい」ことから「マシマロ」とタイトルを付けた[2]。しかし作詞を終えた段階で、マシマロが出てこないことに気づき、そこで歌詞の最後にその旨の「お断り」を書き足しておいたという[2]。
PVは角瓶とJTのそれぞれのCMのパロディが盛り込まれており、奥田が浅野忠信と同じ役柄を演じている。またPUFFY、渡辺満里奈、さらに当時エピックソニーだった丸山茂雄らが出演している。奥田によれば、MVでは声は入っていないものの、丸山は「（奥田は当時CBSソニーだったが）おまえなんでエピックに来なかったんだ！」と怒られている設定だったという[2]。
この曲は奥田の別荘にあるRCMスタジオで、一発録りされたものである。
トリビュートアルバム「奥田民生・カバーズ」では、木村カエラがカバーしている（のちに木村自身のベストアルバム『5years』にも収録）。
2. 怒りの別件 (2:11)
タイトルは「ドラゴン怒りの鉄拳」のパロディ。
3. 独裁者 (5:26)

### アナログ盤
1. マシマロ
2. コーヒー

## 収録作品・カバー
| 発売日         | タイトル                                                                   | 規格品番                            |
| -------------- | -------------------------------------------------------------------------- | ----------------------------------- |
| 2000年03月23日 | オリジナルアルバム『GOLDBLEND』 (#1)                                       | SRCL-4790                           |
| 2000年05月24日 | Kenny James Trio『ジャズで聴く奥田民生作品集』 (#1)                        | MECA-25118                          |
| 2001年01月11日 | DVD『OT clips of the years』 (#1)                                          | SRBL-1107                           |
| 2002年10月23日 | シングル『まんをじして』 (#1,「マシマロ(ック)」アレンジバージョン)         | SRCL-5456                           |
| 2003年11月06日 | ライブアルバム/DVD『OKUDA TAMIO LIVE SONGS OF THE YEARS』 (#1)             | SECL-39 SEBL-4                      |
| 2004年12月22日 | DVD『TOUR 2000 GOLDBLEND』 (#1)                                            | SEBL-30                             |
| 2006年06月21日 | DVD『okuda tamio Cheap Trip 2006』 (#1)                                    | SEBL-62                             |
| 2007年01月17日 | ベストアルバム『記念ライダー2号〜オクダタミオシングルコレクション〜』 (#1) | SECL-470                            |
| 2007年10月24日 | トリビュートアルバム『奥田民生・カバーズ』 (#1,木村カエラによるカバー)     | SECL-563                            |
| 2008年07月16日 | DVD/BD『okuda tamio FANTASTIC TOUR 08』 (#1)                               | SEBL-88 SEXL-2                      |
| 2008年10月29日 | カップリングアルバム『BETTER SONGS OF THE YEARS』 (#2,3)                   | SECL-712                            |
| 2009年03月25日 | noelle『LOVE ELECTRO 2』 (#1)                                              | SECL-732                            |
| 2012年12月26日 | 『クライマックス ジェントル・ソングス』 (#1)                               | MHCL-2200                           |
| 2013年03月06日 | トリビュートアルバム『奥田民生・カバーズ2』 (#1,怒髪天によるカバー)        | SECL-30003 KSCL-30009               |
| 2013年06月12日 | DJやついいちろう『YATSUI FESTIVAL!』 (#1)                                  | VICL-64028                          |
| 2013年08月14日 | 『J-WAVE LIVE 2000+ BEST』 (#1)                                            | MHCL-2304                           |
| 2014年03月05日 | DVD/BD『奥田民生2013ツアー SPICE BOYS at 中野サンプラザ』 (#1)             | KSBL-6130 KSBL-6133 KSXL-54 KSXL-56 |
| 2014年03月26日 | DJ和『J-ロッカー伝説2[DJ和 in No.1 J-ROCK MIX]』 (#1)                      | AICL-2656                           |
| 2014年10月21日 | BOX『OT REMASTERS』 (#1)                                                   | SECL-1582                           |
| 2015年09月30日 | UNICORN『MOVIE29 奥田民生50祭“もみじまんごじゅう”』 (#1,弾き語り)          | KSBL-6192 KSBL-6195 KSXL-87 KSXL-89 |

## 参加ミュージシャン
- 奥田民生 - ボーカル、ギター
- 古田たかし - ドラムス、ハーモニー (#1)
- 長田進 - ギター、ハーモニー
- 根岸孝旨 - ベース、ハーモニー
- 斎藤有太 - ピアノ、キーボード、ハーモニー